# Cynoglossum borbonicum
Cynoglossum borbonicum es una especie fanerógama perteneciente a la familia de las boragináceas.

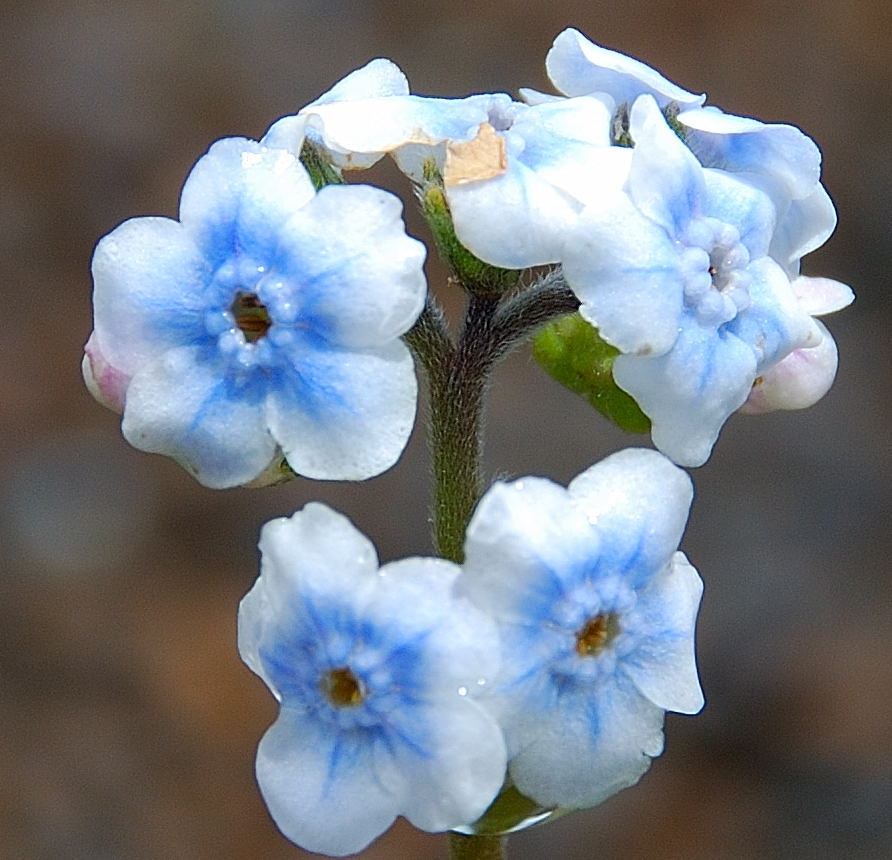
Detalle de las flores

## Distribución
Es una planta endémica amenazada, no protegida, en la isla de La Reunión, en el suroeste del Océano Índico.  Se encuentra sobre todo en los campos de lapilli Plaine des Sables, en el Macizo del Piton de la Fournaise.  Su floración es entre noviembre y enero.

## Taxonomía
Cynoglossum borbonicum fue descrita por (Lam.) Bory y publicado en Voyage dans les Quatre Principales Îles des Mers d'Afrique 2: 382. 1804.
Etimología
Cynoglossum: nombre genérico que deriva del griego cyno = "perro" y glossum = "lengua", refiriéndose a su parecido con la lengua de un perro. 
borbonicum: epíteto
Sinonimia
- Echinospermum borbonicum Lehm.
- Echinospermum strigosum Steud.
- Myosotis borbonica Lam.
- Myosotis strigosa Schltdl.
- Rochelia strigosa Roem. & Schult.[2]